# Спасское сельское поселение (Томская область)
Спа́сское сельское поселение  — муниципальное образование в составе Томского района Томской области.
Административный центр — село Батурино.

## География
Поселение расположено в юго-западной части Томского района Томской области.

## История
Законом Томской области № 241-ОЗ от 12.11.2004 «О наделении статусом муниципального района, сельского поселения и установлении границ муниципальных образований на территории Томского района» образовано «Спасское сельское поселение».

## Население
| 2008  | 2009  | 2010  | 2011  | 2012  | 2013  | 2014  | 2015  | 2016  |
| ----- | ----- | ----- | ----- | ----- | ----- | ----- | ----- | ----- |
| 2738  | ↘2726 | ↗2735 | ↗2743 | ↗2790 | ↗2834 | ↗2884 | ↗2918 | ↗2919 |
| 2017  | 2018  | 2019  | 2020  | 2021  |       |       |       |       |
| ↘2913 | ↘2865 | ↘2839 | ↘2825 | ↗2973 |       |       |       |       |

## Состав сельского поселения
| № | Населённый пункт | Тип населённого пункта       | Население |
| - | ---------------- | ---------------------------- | --------- |
| 1 | Батурино         | село, административный центр | ↘982      |
| 2 | Вершинино        | село                         | ↗717      |
| 3 | Казанка          | деревня                      | ↘96       |
| 4 | Коларово         | село                         | ↗376      |
| 5 | Синий Утёс       | посёлок                      | ↗500      |
| 6 | Яр               | село                         | ↗302      |

## Местное самоуправление
Главы поселения
- Беленков Сергей Алексеевич[13].

Председатель Совета поселения
- Авдиевич Виктор Петрович[13].